# Chodorków
Chodorków (ukr. Ходорків) – miasteczko (1371 mieszkańców; 0,7037 km²) w obwodzie żytomierskim, w rejonie popilnianskim nad rzeką Irpień.
Założone w roku 1471. Siedziba dawnej gminy Chodorków w powiecie skwirskim w guberni kijowskiej. Pod koniec XIX w. przedmieście miasteczka nazywało się Pustelniki. 
Podczas okupacji hitlerowskiej, w lesie 1941 roku Niemcy utworzyli getto dla żydowskich mieszkańców. Przebywało w nim około 200 osób. 15 października 1941 roku Niemcy zlikwidowali getto, a Żydów zamordowali na terenie kołchozu Widrodżennia.  

## Zamek, dwór
- zamek wybudowany przez Tyszów
- dwór wybudowany w stylu stanisławowskim, od frontu ryzalit z czterema kolumnami jońskimi. Główna część piętrowa zwieńczona  trójkątnym frontonem[5]; w połowie XIX wieku było własnością Konstantego Świdzińskiego, który gromadził tam swoje zbiory dzieł sztuki. W tamtym czasie Chodorków zaliczany był do powiatu skwirskiego guberni kijowskiej[2].

## Urodzeni w Chodorkowie
- Tadeusz Kobak-Nowacki – polski naukowiec, agrotechnik, wykładowca Szkoły Głównej Gospodarstwa Wiejskiego, Politechniki Warszawskiej, Politechniki Śląskiej, członek Polskiej Akademii Nauk[6].